# Jekaterina Grigorjeva
Jekaterina Grigorjeva (ryska: Екатерина Григорьева), född den 21 april 1974 som Jekaterina Lesjtjova, är en rysk friidrottare som tävlar i kortdistanslöpning.
Grigorjeva deltog vid EM 1994 där hon blev utslagen i semifinalen på 200 meter. Vid Olympiska sommarspelen 1996 var hon med i det ryska stafettlag på 4 x 100 meter som slutade på fjärde plats. 
Vid VM 1997 slutade hon på en fjärde plats på 200 meter på tiden 22,50. Hon deltog även vid EM i Göteborg 2006 där hon blev silvermedaljör på 100 meter på tiden 11,22 bakom Kim Gevaert. Vid samma mästerskap ingick hon i det ryska stafettlag som blev guldmedaljörer på 4 x 100 meter.